# Каражаев, Шамиль Борисович
Шами́ль Бори́сович Каража́ев (осет. Хъарадзаути Бариси фурт Шамил; род. в 1974 году, селение Хазнидон, Ирафский район, Северная Осетия) — российский армреслер, шестикратный чемпион мира правой и левой руками, многократный чемпион Европы и России. Заслуженный мастер спорта по армреслингу (1998).

## Биография
Родился в 1974 году в селении Хазнидон Ирафского района Северной Осетии — Алании. В 1991 году он пришёл на одну из тренировок по армреслингу, чтобы посмотреть что это за такой спорт. С тех пор он начал заниматься армреслингом. И уже через год принял участие в республиканских соревнованиях и занял третье место. Позже стал шестикратным чемпионом мира обеими руками, многократный чемпионом Европы и России, а также победителем многих турниров. В 1998 году получил звание Заслуженный мастер спорта по армреслингу и вплотную занялся тренерской деятельностью.
На данный момент работает тренером по армреслингу в одной из ДЮСШ Северной Осетии.

## Спортивные достижения
- Шестикратный чемпион мира (1995, 1996, 1997/п.р., 1997/л.р., 2003/п.р., 2003/л.р.)